# Istituto Poligrafico e Zecca dello Stato

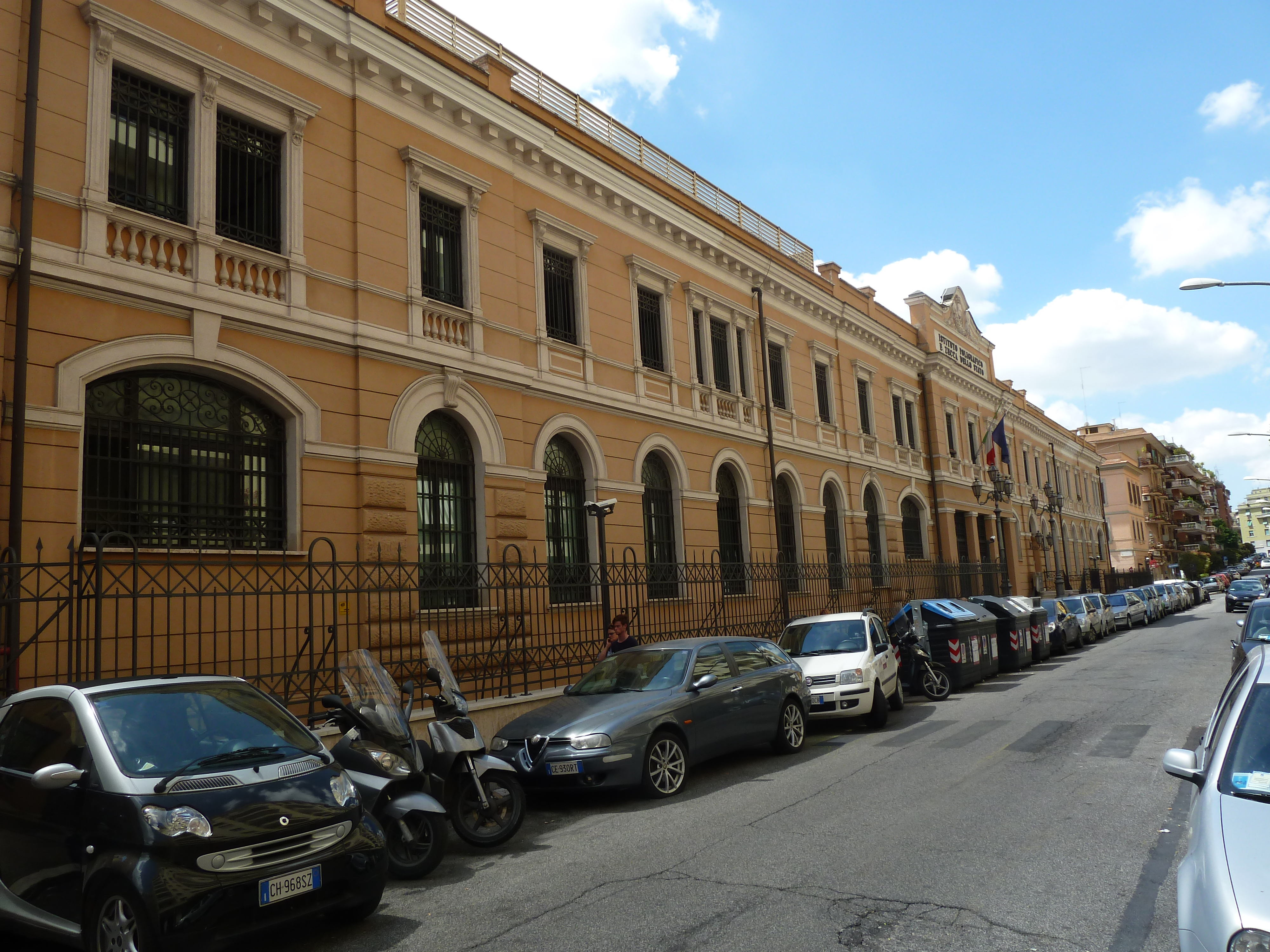
Istituto Poligrafico e Zecca dello Stato em Roma

O Instituto Poligrafico e Zecca dello Stato (IPZS) (Instituto Poligráfico e Casa da Moeda) é uma instituição italiana fundada em 1928, situada na Piazza Giuseppe Verdi, em Roma. Além da produção de moedas, passaportes e selos postais para a Itália, o instituto também serve os microestados da Cidade do Vaticano, San Marino e a Ordem Soberana e Militar de Malta. Ele também publica livros sob o selo editorial Libreria dello Stato.
As cédulas de dinheiro são produzidas pelo Banco da Itália.
Em 2002, o IPZS tornou-se uma empresa pública (società per azioni ou SpA) com o Ministério italiano das Finanças e da Economia (Ministero dell'Economia e delle Finanze) como único acionista.